# Dotknięcie pustki

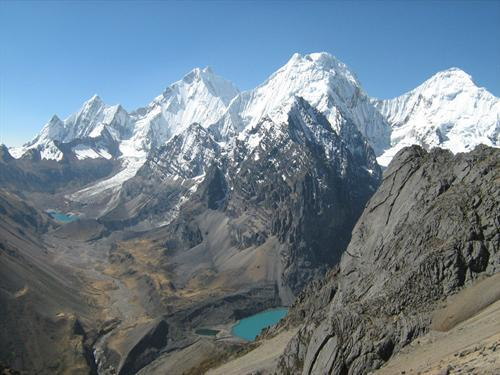
Siula Grande

Dotknięcie pustki (ang. Touching the Void) – książka autorstwa brytyjskiego alpinisty Joe Simpsona dokumentująca jego wyprawę w 1985 w masyw Cordillera Huayhuash, w Andach peruwiańskich, podczas której razem z partnerem Simonem Yatesem podjął próbę zdobycia szczytu Siula Grande.
Książka była debiutem pisarskim autora. Początkowo nie cieszyła się dobrą sprzedażą. Stała się szerzej znana po przyznaniu w 1988 r. nagrody Boardmana Taskera w kategorii literatury górskiej. Wydanie amerykańskie ukazało się rok później, a podczas promocji książki Joe Simpson odbył tournée autorskie. Uczyniło to autora bardzo popularnym i przyniosło kolejne nagrody. Książka Simpsona wygrała m.in. rywalizację z Krótką historią czasu Stephena Hawkinga.
Dotknięcie pustki przetłumaczono na 14 języków, a łączny nakład przekroczył pół miliona egzemplarzy. Polskie wydanie ukazało się nakładem wydawnictwa Stapis w roku 1992, a tłumaczami są Danuta Hołata i Wacław Sonelski. Drugie wydanie, w nowej szacie graficznej, ukazało się w 2004 r.

## Ekranizacje
Książka została zekranizowana dwukrotnie:
- 1989: 15-minutowa rekonstrukcja wydarzeń zrealizowana przez sieć telewizyjną ABC
- 2003: Czekając na Joe, fabularno-dokumentalny film pełnometrażowy w reż. Kevina Macdonalda